# Misterhults socken
Misterhults socken i Småland ingick i Tunaläns härad, uppgick 1967 i Oskarshamns stad och området ingår sedan 1974 i Oskarshamns kommun i Kalmar län och motsvarar från 2016 Misterhults distrikt.
Socknens areal är 418,40 kvadratkilometer, varav land 404,98. År 2000 fanns här 2 803 invånare. Tätorter är Fårbo, Mörtfors, Figeholm samt kyrkbyn Misterhult där Misterhults sockenkyrka ligger.

## Administrativ historik
Misterhults socken har medeltida ursprung.
Vid kommunreformen 1862 övergick socknens ansvar för kyrkliga frågor till Misterhults församling medan de borgerliga tillföll Misterhults landskommun. Figeholms köping utbröts ur landskommunen 1878 och inkorporerades 1952. Landskommunen tillhörde från 1967 Oskarshamns stad som 1971 uppgick i Oskarshamns kommun. År 1976 överfördes till Hjorteds socken (församling) ett område omfattande fastigheterna Bjurvik 1:5 - 1:33, Kappemåla 1:1 och 2:1, Mörtfors 1:1 samt Solbacken 1:1 och 1:2 jämte härtill hörande vattenområden i Mörtfors ström, även benämnd Marströmmen.
1 januari 2016 inrättades distriktet Misterhult, med samma omfattning som församlingen hade 1999/2000.
Socknen har lydit under samma fögderier och domsagor som Tunaläns härad. De indelta soldaterna tillhörde Smålands husarregemente, Staby skvadron, Överstelöjtnantens kompani och de elva indelta båtmännen tillhörde Tjusts båtsmanskompani.

## Geografi
Misterhults socken ligger vid kusten norr om Oskarshamn. Socknens område tillhör den glest bebodda skogsbygden, som sitter likt en kil mellan de öppnare, välodlade gamla kulturbygderna Tjust i norr och Kalmarslätten i söder. I bygden ligger åkrarna utspridda och följer smala dalgångar som är inramade av breda, bergiga skogsplatåer. Längs kusten finns en skärgård, bredast utanför Gåsfjärden i norr. Till socknen hör också ön och naturreservatet Blå Jungfrun.
Gästgiverier har funnits i Jemserum och Figeholm.

### Skärgården
Misterhults skärgård kallas socknens skärgårdsområde som i norr angränsar till Tjusts skärgård och i söder till Kalmarsund. Området består av en mängd öar som Vinö, Älö, Äspö och Strupö. Flera av dessa, däribland Vinö, är bebodda året runt. Ett generellt byggnadsförbud som infördes av Länsstyrelsen redan på 1920-talet, har fredat öarna från storskalig bebyggelse under de senare decennierna. Misterhults skärgård är ett naturreservat som bland annat inkluderar Älö, Strupö Marsöarkipelagen och Örö.

### Frälsegårdar i Misterhults socken
Socknen var inget självklart mål för fiender under senmedeltiden. Fienden föredrog istället trakterna kring Kalmar och Gamlebyviken där befolkningen var större och man lättare kunde angripa från sjösidan. Därför anlades inga stora slott eller försvarsborgar i Misterhultstrakten. 
Detta i sin tur ledde till att de högadliga släkterna inte heller slog sig ner i trakten, eftersom de antingen genom köp, förpantning eller genom förläningar skaffade sig jordegendomar i det bördigare norra och södra Kalmar län. Ett exempel är den legendariske jorddrotten Bo Jonsson Grip, som på 1300-talet praktiskt taget var herre över hela det småländska kustområdet och hade en särskilt stark ställning i Tjust. På Fågelvik i Tjust huserade även kung Karl Knutsson (Bonde) och senare ätten Gyllenstierna.
Den urgamla ryktbara Bielkeätten hade sitt stamgods under senmedeltiden i trakten av Mönsterås med Kråkerum som sätesgård. Rikskanslern Axel Oxenstierna ägde på 1600-talet stora områden i Södra Möre där han var greve till Södermöre). Men även släkterna Sture och Vasa hade ansenliga jordegendomar i denna del.
I 1500-talets jordeböcker uppträder egendomen som två kronohemman, Stora och Lilla Misterhult. Dessa gårdar som låg mitt i bygdens centrum var av mycket hög ålder och hade viss betydelse redan under forntiden. Säkert är det just efter dessa gårdar som Misterhult vid sockenbildningen fick sitt namn.
Fram till år 1521 fanns i princip ingen frälsejord i Misterhults socken. Det mesta jordagodset tillhörde Kronan. I den äldsta bevarade jordeboken över Misterhult upprättad 1543, finns inga självägande bönder, bara landbor som arrenderar sin jord. Vid seklets mitt hade trots allt ca 13% av Kronans jordagods övergått till frälset och ägdes av Görvel Fadersdotter (Sparre). Vid hennes död 1605 återgick hennes gods till Kronan, men bara för att 1607 förlänas till krigaren Per Mikaelsson. Per adlades år 1610 med namnet Hammarskjöld och blev stamfader för den ätt som kom att bygga upp ett mycket ansenligt godskomplex i Stranda och Tunaläns härader, som under mycket lång tid var den helt dominerande familjen i dessa trakter. (Per var farfars farfars farfars farfar till FN:s generalsekreterare Dag Hammarskjöld).
Adelsgårdarnas storhetstid i Misterhults socken inleddes först på 1600-talet när förtjänta krigare fick förläningar av kungen. Då var Tunaläns skogstrakter lämpliga resurser att dela ut. En av de största jordägarna i socknen blev alltså Per Mikaelsson Hammarskjöld, men även andra adliga släkter som Zelow, Breitholtz,  Freidenfelt, Nordenskjöld, Hellenstierna och Ekenberg kom att bli betydande.

### Sätesgårdar
- Fårbo säteri[10][11]
- Misterhults säteri[9][12]
- Virums säteri[13][14]
- Imbramåla herrgård[15]
- Lindnäs herrgård[16]
- Virbo säteri[17][18]
- Gässhults säteri[19][20]
- Virkvarns säteri[21][22]
- Gersebo herrgård[23]
- Köksmåla gård[24]
- Tjustgöls gård[25]

## Fornlämningar
Kända från socknen är ett flertal gravrösen och stensättningar från bronsåldern samt gravplatser från järnåldern.

## Befolkningsutveckling
Befolkningen ökade från 3 885 år 1810 till 6 723 år 1870 varefter den minskade stadigt till 3 045 år 1970. Till 1990 hade folkmängden ökat något till 3 054 invånare.

## Namnet
Sockennamnet kommer från kyrkbyn som 1417 hette Mistrult. Förleden är mist i betydelsen dimma, tät fuktig dis från sjön. Efterleden är hult, liten skog.

### Fotnoter
1. 1 2  Svensk Uppslagsbok andra upplagan 1947–1955: Misterhult socken
2. 1 2  Harlén, Hans; Harlén Eivy (2003). Sverige från A till Ö: geografisk-historisk uppslagsbok. Stockholm: Kommentus. Libris 9337075. ISBN 91-7345-139-8
3. ↑  Administrativ historik för Misterhult socken (Klicka på församlingsposten). Källa: Nationella arkivdatabasen, Riksarkivet.
4. ↑  Om Tjusts båtsmanskompani
5. 1 2  Sjögren, Otto (1931). Sverige geografisk beskrivning del 2 Östergötlands, Jönköpings, Kronobergs, Kalmar och Gotlands län. Stockholm: Wahlström & Widstrand. Libris 9939
6. 1 2  Nationalencyklopedin
7. ↑  Jemserum i Carl Martin Rosenberg: Geografiskt-statistiskt handlexikon öfver Sverige, Stockholm 1882-1883
8. ↑  Figeholm i Carl Martin Rosenberg: Geografiskt-statistiskt handlexikon öfver Sverige, Stockholm 1882-1883
9. 1 2  Misterhult i Carl Martin Rosenberg: Geografiskt-statistiskt handlexikon öfver Sverige, Stockholm 1882-1883
10. ↑  Fårbo i Carl Martin Rosenberg: Geografiskt-statistiskt handlexikon öfver Sverige, Stockholm 1882-1883
11. ↑  Fårbo i Historiskt-geografiskt och statistiskt lexikon öfver Sverige i 7 band, Stockholm 1856-1870
12. ↑  Misterhult i Historiskt-geografiskt och statistiskt lexikon öfver Sverige i 7 band, Stockholm 1856-1870
13. ↑  Virum i Carl Martin Rosenberg: Geografiskt-statistiskt handlexikon öfver Sverige, Stockholm 1882-1883
14. ↑  Wirum i Historiskt-geografiskt och statistiskt lexikon öfver Sverige i 7 band, Stockholm 1856-1870
15. ↑  Imbramåla i Carl Martin Rosenberg: Geografiskt-statistiskt handlexikon öfver Sverige, Stockholm 1882-1883
16. ↑  Linnäs i Historiskt-geografiskt och statistiskt lexikon öfver Sverige i 7 band, Stockholm 1856-1870
17. ↑  Virbo i Carl Martin Rosenberg: Geografiskt-statistiskt handlexikon öfver Sverige, Stockholm 1882-1883
18. ↑  Wirbo i Historiskt-geografiskt och statistiskt lexikon öfver Sverige i 7 band, Stockholm 1856-1870
19. ↑  Gässhult i Carl Martin Rosenberg: Geografiskt-statistiskt handlexikon öfver Sverige, Stockholm 1882-1883
20. ↑  Gässhult i Historiskt-geografiskt och statistiskt lexikon öfver Sverige i 7 band, Stockholm 1856-1870
21. ↑  Virqvarn i Carl Martin Rosenberg: Geografiskt-statistiskt handlexikon öfver Sverige, Stockholm 1882-1883
22. ↑  Wirqvarn i Historiskt-geografiskt och statistiskt lexikon öfver Sverige i 7 band, Stockholm 1856-1870
23. ↑  Gersebo i Carl Martin Rosenberg: Geografiskt-statistiskt handlexikon öfver Sverige, Stockholm 1882-1883
24. ↑  Köksmåla i Carl Martin Rosenberg: Geografiskt-statistiskt handlexikon öfver Sverige, Stockholm 1882-1883
25. ↑  Tjustgöl i Carl Martin Rosenberg: Geografiskt-statistiskt handlexikon öfver Sverige, Stockholm 1882-1883
26. ↑  Fornlämningar, Statens historiska museum: Misterhults socken
27. ↑  Fornminnesregistret, Riksantikvarieämbetet: Misterhults socken Fornminnen i socknen erhålls på kartan genom att skriva in sockennamn (utan "socken") i "Ange geografiskt område"
28. ↑  Folkmängd 1810-1890 Misterhult i Kalmar län, Demografiska databasen, Umeå universitet (läst 6 augusti 2016)
29. ↑  Mats Wahlberg, red (2003). Svenskt ortnamnslexikon. Uppsala: Institutet för språk och folkminnen. Libris 8998039. ISBN 91-7229-020-X. https://isof.diva-portal.org/smash/get/diva2:1175717/FULLTEXT02.pdf